# Termignon
Termignon of Termignon-la-Vanoise is een plaats en voormalige gemeente in het Franse departement Savoie in de regio Auvergne-Rhône-Alpes. De plaats maakt deel uit van het arrondissement Saint-Jean-de-Maurienne en het is sinds 1 januari 2017 de hoofdplaats van de commune nouvelle Val-Cenis.

## Geografie
De oppervlakte van Termignon bedraagt 183,5 km², de bevolkingsdichtheid is 2,3 inwoners per km².
De onderstaande kaart toont de ligging van Termignon met de belangrijkste infrastructuur en aangrenzende gemeenten.

## Demografie
Onderstaande figuur toont het verloop van het inwonertal.

## Afbeeldingen

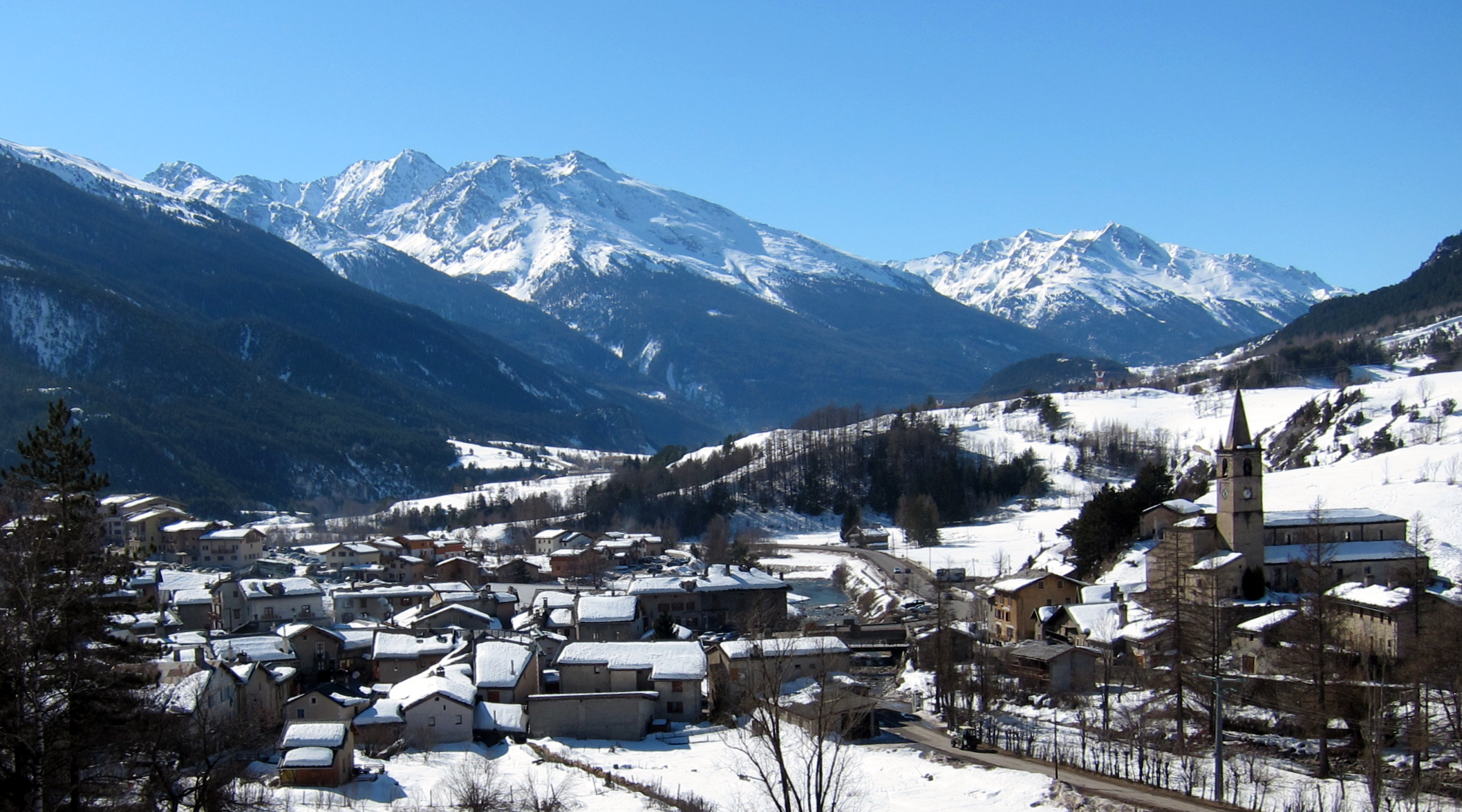
Gezicht op Termignon
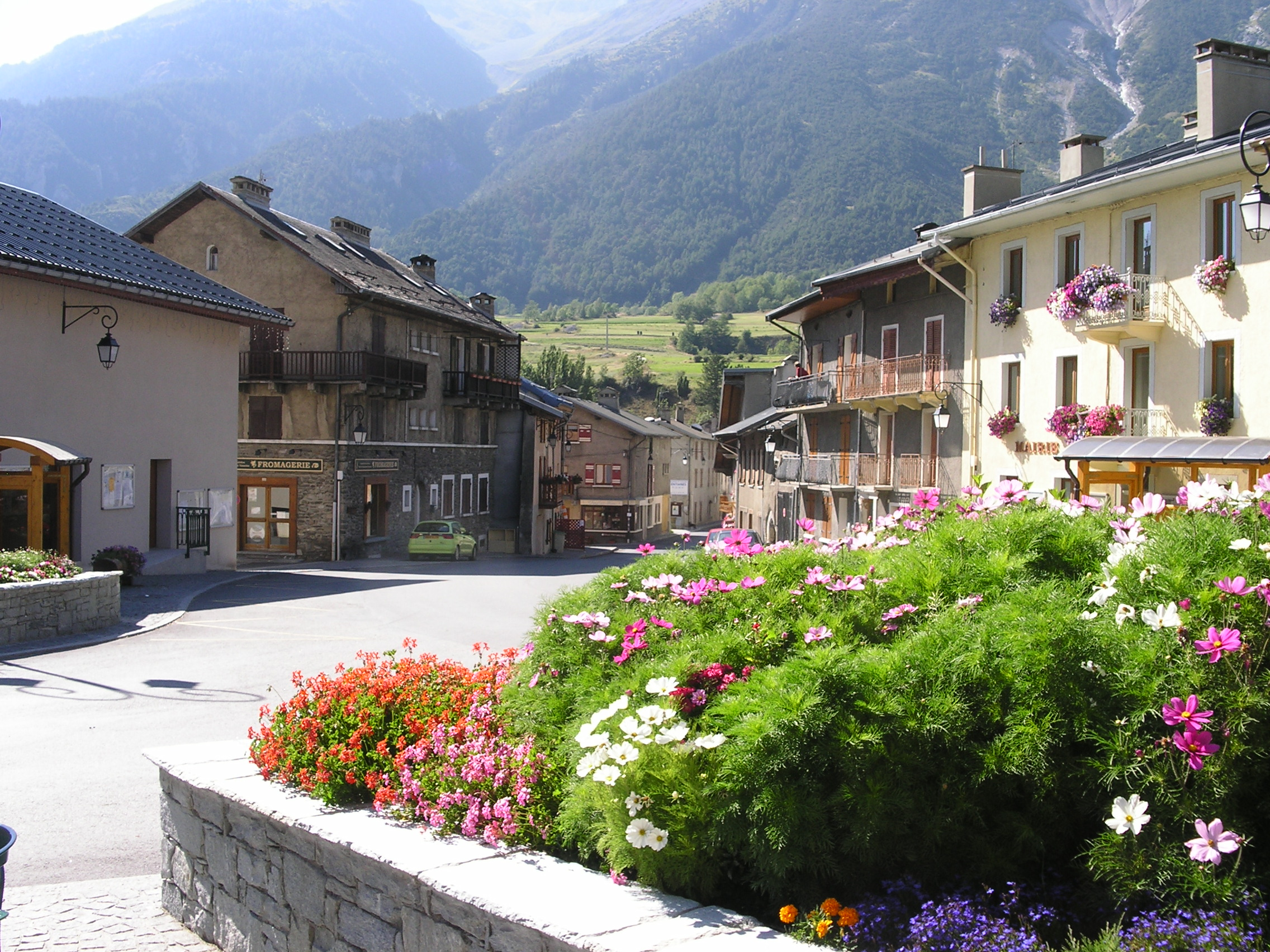
Centrum
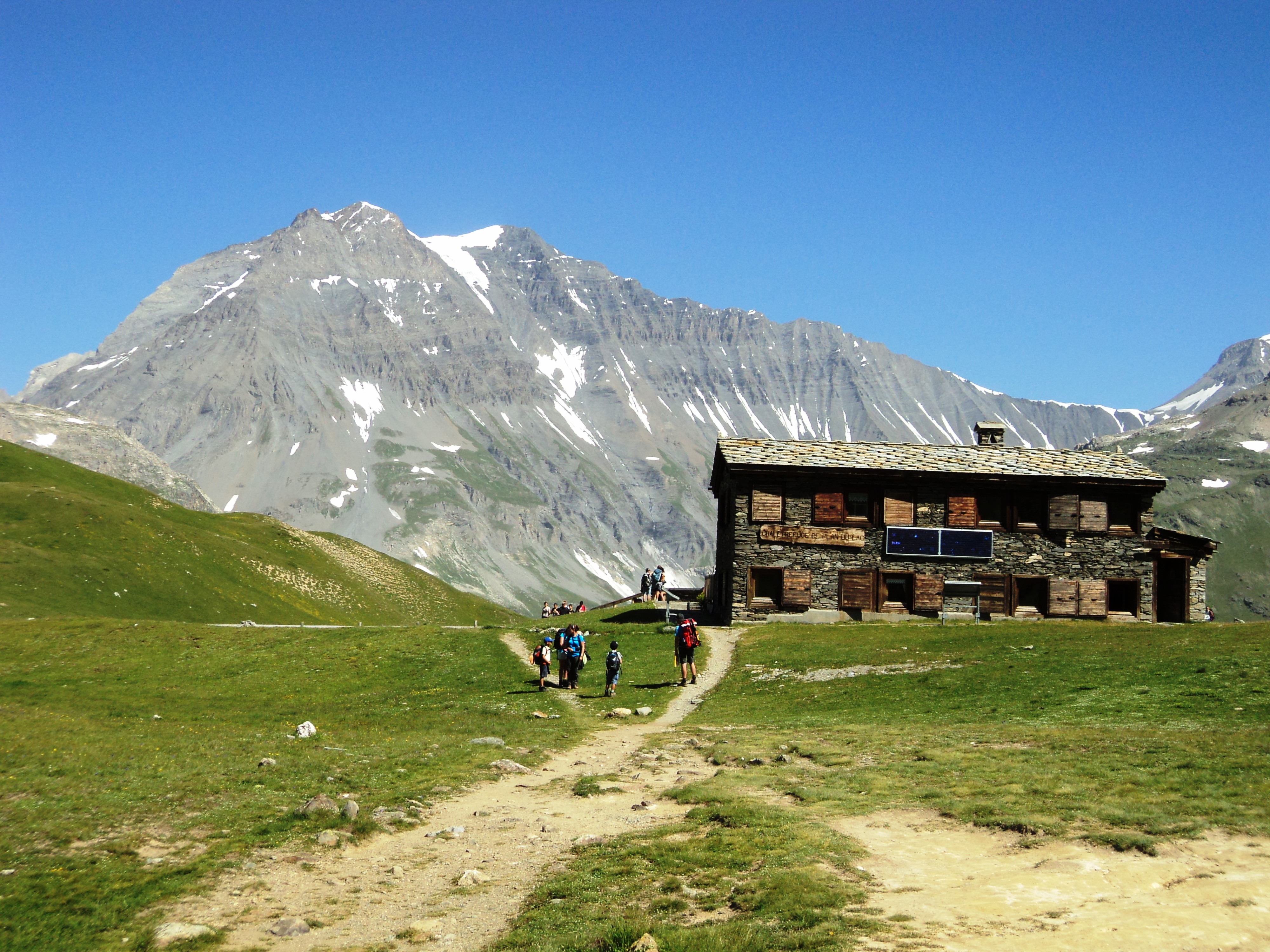
Refuge du Plan du Lac